# Dibrometo de decametileno-bis-(3-oxoquinuclidinio)
Dibrometo de decametileno-bis-(3-oxoquinuclidinio) é um composto de bromo formulado em C24H42N2O2Br2.